# Copa Libertadores de América Femenina
La Conmebol Libertadores Femenina, más conocida como Copa Libertadores de América Femenina (en portugués: Copa Libertadores da América de Futebol Feminino o Taça Libertadores da América de Futebol Feminino), es un torneo internacional anual de fútbol organizado por la Confederación Sudamericana de Fútbol, es la más importante y prestigiosa copa a nivel de clubes de fútbol femenino en América del Sur. Su primera edición se llevó a cabo en el año 2009, siendo campeón el club Santos de Brasil. Es la versión femenina de la Copa Libertadores de América iniciada en 1960.
Desde 2019, los clubes que participan en la Libertadores masculina deben contar con un equipo femenino: el no cumplir con esto conlleva el rechazo de su inscripción. Este cambio se realizó con el fin de fortalecer la competencia femenina.

## Antecedente
El antecedente directo de la competición se remonta al año 2000 en Perú, cuando se disputó el Campeonato Sudamericano Interclubes de Fútbol Femenino, el torneo no fue organizado por la Conmebol, pero sí por la Federación Peruana de Fútbol, contó con la participación de 12 clubes de 7 países de la Conmebol, donde salió victorioso el Club Sporting Cristal Femenino.

## Historia
La competición fue anunciada oficialmente en marzo de 2009, y fue aprobada por el Comité Ejecutivo de la CONMEBOL el 3 de julio de ese año. La CONMEBOL decidió que la primera edición de la competición se jugaría en Santos y Guarujá, Brasil, del 3 al 18 de octubre de 2009. La competición fue organizada por la CONMEBOL, la Federación Paulista de Fútbol, la Confederación Brasileña de Fútbol y el Santos FC.
La Libertadores Femenina se convirtió en el segundo torneo continental femenino de clubes en realizarse, solo por detrás de la Liga de Campeones Femenina de la UEFA que fue inaugurada en la temporada 2001-02, actualmente las 6 confederaciones de FIFA cuentan con su propio torneo femenino.

## Formato
La Copa Libertadores Femenina ha contando con 3 formatos durante su historia: 
- El primer formato 2009-2010: contó con la participación de 10 equipos campeones de cada país de la Conmebol, divididos en 2 grupos de 5 y una fase eliminatoria de 4 clubes.
- El segundo formato 2011-2017: contó con la participación de 12 equipos, 10 campeones de nacionales, el campeón defensor y un cupo extra al país anfitrión, divididos en 3 grupos de 4 clubes y una fase eliminatoria de 4 equipos.
- El tercer formato 2018-actualidad: cuenta con la participación de 16 equipos, 10 campeones de nacionales, el campeón defensor, un cupo extra al país anfitrión y 4 cupos extra para las 4 asociaciones mejor rankeadas, divididos en 4 grupos de 4 clubes y una fase eliminatoria de 8 equipos.

A diferencia de la Libertadores masculina, no han participado clubes mexicanos ni invitados de otras confederaciones. 
El actual campeón es el club Corinthians de Brasil, tras vencer en la final al Santa Fe de Colombia por 2 a 0. 
El club con más copas es Corinthians de Brasil, con cinco títulos, seguido por el São José, también de Brasil, con tres conquistas.

## Resultados
| Año          | Sede               | Campeón                        | Resultado      | Subcampeón                         | Tercer lugar                 | Resultado      | Cuarto lugar                      |
| ------------ | ------------------ | ------------------------------ | -------------- | ---------------------------------- | ---------------------------- | -------------- | --------------------------------- |
| 2009 Detalle | Brasil             | Santos (1) · Brasil            | 9:0            | UAA Paraguay                       | Formas Íntimas · Colombia    | 2:0            | Everton · Chile                   |
| 2010 Detalle | Brasil             | Santos (2) · Brasil            | 1:0            | Everton · Chile                    | Boca Juniors Argentina       | 2:1            | Deportivo Quito · Ecuador         |
| 2011 Detalle | Brasil             | São José (1) · Brasil          | 1:0            | Colo-Colo · Chile                  | Santos · Brasil              | 6:0            | Caracas · Venezuela               |
| 2012 Detalle | Brasil             | Colo-Colo (1) · Chile          | 0:0 (4:2 pen.) | Cataratas · Brasil                 | São José · Brasil            | 1:0            | Vitória · Brasil                  |
| 2013 Detalle | Brasil             | São José (2) · Brasil          | 3:1            | Formas Íntimas · Colombia          | Colo-Colo · Chile            | 6:3            | Mundo Futuro · Bolivia            |
| 2014 Detalle | Brasil             | São José (3) · Brasil          | 3:0            | Caracas · Venezuela                | Cerro Porteño Paraguay       | 5:0            | Formas Íntimas · Colombia         |
| 2015 Detalle | Colombia           | Ferroviária (1) · Brasil       | 3:1            | Colo-Colo · Chile                  | UAI Urquiza Argentina        | 1:1 (6:5 pen.) | São José · Brasil                 |
| 2016 Detalle | Uruguay            | Sportivo Limpeño (1) Paraguay  | 2:1            | Estudiantes de Guárico · Venezuela | Foz Cataratas · Brasil       | 0:0 (3:1 pen.) | Colón · Uruguay                   |
| 2017 Detalle | Paraguay           | Audax/Corinthians (1) · Brasil | 0:0 (5:4 pen.) | Colo-Colo · Chile                  | River Plate Argentina        | 2:1            | Cerro Porteño Paraguay            |
| 2018 Detalle | Brasil             | Atlético Huila (1) · Colombia  | 1:1 (5:3 pen.) | Santos · Brasil                    | Iranduba · Brasil            | 1:1 (2:0 pen.) | Colo-Colo · Chile                 |
| 2019 Detalle | Ecuador            | Corinthians (2) · Brasil       | 2:0            | Ferroviária · Brasil               | América de Cali · Colombia   | 3:0            | Cerro Porteño Paraguay            |
| 2020 Detalle | Argentina          | Ferroviária (2) · Brasil       | 2:1            | América de Cali · Colombia         | Corinthians · Brasil         | 4:0            | Universidad de Chile · Chile      |
| 2021 Detalle | Paraguay y Uruguay | Corinthians (3) · Brasil       | 2:0            | Santa Fe · Colombia                | Ferroviária · Brasil         | 1:1 (3:1 pen.) | Nacional · Uruguay                |
| 2022 Detalle | Ecuador            | Palmeiras (1) · Brasil         | 4:1            | Boca Juniors Argentina             | América de Cali · Colombia   | 5:0            | Deportivo Cali · Colombia         |
| 2023 Detalle | Colombia           | Corinthians (4) · Brasil       | 1:0            | Palmeiras · Brasil                 | Atlético Nacional · Colombia | 3:2            | Internacional · Brasil            |
| 2024 Detalle | Paraguay           | Corinthians (5) · Brasil       | 2:0            | Santa Fe · Colombia                | Boca Juniors Argentina       | 2:0            | Independiente del Valle · Ecuador |
| 2025 Detalle | Argentina          |                                |                |                                    |                              |                |                                   |

## Palmarés

### Títulos por equipo
| Equipo                 | Títulos | Subcampeón | Años campeón                 | Años subcampeón  |
| ---------------------- | ------- | ---------- | ---------------------------- | ---------------- |
| Corinthians            | 5       | -          | 2017, 2019, 2021, 2023, 2024 | -                |
| São José               | 3       | -          | 2011, 2013, 2014             | -                |
| Ferroviária            | 2       | 1          | 2015, 2020                   | 2019             |
| Santos                 | 2       | 1          | 2009, 2010                   | 2018             |
| Colo-Colo              | 1       | 3          | 2012                         | 2011, 2015, 2017 |
| Palmeiras              | 1       | 1          | 2022                         | 2023             |
| Sportivo Limpeño       | 1       | -          | 2016                         | -                |
| Atlético Huila         | 1       | -          | 2018                         | -                |
| Santa Fe               | -       | 2          | -                            | 2021, 2024       |
| Universidad Autónoma   | -       | 1          | -                            | 2009             |
| Everton                | -       | 1          | -                            | 2010             |
| Foz Cataratas          | -       | 1          | -                            | 2012             |
| Formas Íntimas         | -       | 1          | -                            | 2013             |
| Caracas                | -       | 1          | -                            | 2014             |
| Estudiantes de Guárico | -       | 1          | -                            | 2016             |
| América de Cali        | -       | 1          | -                            | 2020             |
| Boca Juniors           | -       | 1          | -                            | 2022             |

### Títulos por país
| País      | Títulos | Subcampeón | Clubes campeones                                                          |
| --------- | ------- | ---------- | ------------------------------------------------------------------------- |
| Brasil    | 13      | 4          | Corinthians (5), São José (3), Santos (2), Ferroviária (2), Palmeiras (1) |
| Chile     | 1       | 4          | Colo Colo (1)                                                             |
| Colombia  | 1       | 4          | Atlético Huila (1)                                                        |
| Paraguay  | 1       | 1          | Sportivo Limpeño (1)                                                      |
| Venezuela | 0       | 2          | -                                                                         |
| Argentina | 0       | 1          | -                                                                         |

## Goleadoras por edición
| Año  | Jugadora                                                                                           | Equipo                                             | Goles |
| ---- | -------------------------------------------------------------------------------------------------- | -------------------------------------------------- | ----- |
| 2009 | Cristiane                                                                                          | Santos                                             | 15    |
| 2010 | Noelia Cuevas                                                                                      | UAA                                                | 8     |
| 2011 | Ysaura Viso                                                                                        | Caracas                                            | 9     |
| 2012 | Cristiane                                                                                          | São José                                           | 8     |
| 2013 | Maitté Zamorano                                                                                    | Mundo Futuro                                       | 7     |
| 2014 | Andressa Alves Diana Ospina Ysaura Viso                                                            | São José Formas Íntimas Caracas                    | 6     |
| 2015 | Catalina Usme                                                                                      | Formas Íntimas                                     | 8     |
| 2016 | Manuela González Oriana Altuve                                                                     | Generaciones Palmiranas Colón                      | 4     |
| 2017 | Carolina Birizamberri Catalina Usme Oriana Altuve Gloria Villamayor Amanda Brunner Maitté Zamorano | River Plate Santa Fe Colo-Colo Audax Deportivo ITA | 4     |
| 2018 | Brena                                                                                              | Santos                                             | 4     |
| 2019 | Nathane                                                                                            | Ferroviária                                        | 9     |
| 2020 | Gabi Nunes Grazielle Victória                                                                      | Corinthians                                        | 7     |
| 2021 | Tatiana Ariza Linda Caicedo Esperanza Pizarro Jheniffer Victória                                   | Deportivo Cali Nacional Corinthians                | 4     |
| 2022 | Rebeca Fernández                                                                                   | Universidad de Chile                               | 5     |
| 2023 | Priscila                                                                                           | Internacional                                      | 8     |
| 2024 | Gabi Zanotti                                                                                       | Corinthians                                        | 5     |

## Estadísticas

### Tabla histórica de puntos
Fecha de actualización: edición de 2024.
| Equipo | Equipo                    | TJ | Pts. | PJ | PG | PE | PP | GF  | GC | Dif. |
| ------ | ------------------------- | -- | ---- | -- | -- | -- | -- | --- | -- | ---- |
| 1      | Corinthians               | 7  | 101  | 39 | 32 | 5  | 2  | 137 | 15 | +122 |
| 2      | Colo-Colo                 | 11 | 80   | 46 | 23 | 11 | 12 | 138 | 68 | +70  |
| 3      | Santos                    | 5  | 71   | 26 | 23 | 2  | 1  | 117 | 10 | +107 |
| 4      | Boca Juniors              | 9  | 63   | 37 | 18 | 9  | 10 | 83  | 54 | +29  |
| 5      | Ferroviária               | 7  | 62   | 33 | 17 | 11 | 5  | 66  | 31 | +35  |
| 6      | São José                  | 5  | 60   | 25 | 18 | 6  | 1  | 66  | 15 | +51  |
| 7      | Formas Íntimas            | 7  | 46   | 29 | 14 | 4  | 11 | 81  | 46 | +35  |
| 8      | Cerro Porteño             | 7  | 42   | 29 | 12 | 6  | 11 | 49  | 47 | +2   |
| 9      | América de Cali           | 4  | 39   | 22 | 12 | 3  | 6  | 52  | 31 | +21  |
| 10     | Palmeiras                 | 2  | 33   | 12 | 11 | 0  | 1  | 43  | 8  | +35  |
| 11     | Santa Fe                  | 5  | 32   | 22 | 8  | 8  | 6  | 35  | 22 | +13  |
| 12     | Deportivo Cali            | 3  | 31   | 14 | 10 | 1  | 3  | 40  | 18 | +22  |
| 13     | UAA                       | 4  | 30   | 16 | 9  | 3  | 4  | 42  | 30 | +12  |
| 14     | Universidad de Chile      | 4  | 27   | 17 | 8  | 3  | 6  | 33  | 24 | +9   |
| 15     | UAI Urquiza               | 4  | 24   | 15 | 6  | 6  | 3  | 25  | 17 | +8   |
| 16     | Santiago Morning          | 5  | 23   | 18 | 6  | 5  | 7  | 37  | 25 | +12  |
| 17     | Foz Cataratas             | 3  | 23   | 13 | 6  | 5  | 2  | 24  | 14 | +10  |
| 18     | Estudiantes de Guárico    | 4  | 22   | 14 | 6  | 4  | 4  | 16  | 13 | +3   |
| 19     | Caracas                   | 6  | 22   | 24 | 6  | 4  | 14 | 38  | 64 | -26  |
| 20     | Everton                   | 3  | 18   | 15 | 5  | 3  | 7  | 29  | 21 | +8   |
| 21     | Deportivo Quito           | 3  | 18   | 13 | 5  | 3  | 5  | 18  | 27 | -9   |
| 22     | Sportivo Limpeño          | 2  | 17   | 8  | 5  | 2  | 1  | 19  | 8  | +11  |
| 23     | Atlético Huila            | 2  | 17   | 9  | 5  | 2  | 2  | 19  | 9  | +10  |
| 24     | River Plate               | 2  | 17   | 9  | 5  | 2  | 2  | 10  | 6  | +4   |
| 25     | Olimpia                   | 3  | 15   | 11 | 5  | 0  | 6  | 16  | 23 | -7   |
| 26     | Libertad-Limpeño          | 5  | 14   | 15 | 4  | 2  | 9  | 16  | 32 | -16  |
| 27     | Nacional                  | 6  | 14   | 21 | 4  | 2  | 15 | 20  | 77 | -57  |
| 28     | Internacional             | 1  | 13   | 6  | 4  | 1  | 1  | 19  | 8  | +11  |
| 29     | Deportivo Cuenca          | 2  | 13   | 7  | 4  | 1  | 2  | 18  | 9  | +9   |
| 30     | Alianza Lima              | 3  | 13   | 11 | 4  | 1  | 6  | 15  | 13 | +2   |
| 31     | Kindermann-Avaí           | 2  | 12   | 7  | 3  | 3  | 1  | 16  | 4  | +12  |
| 32     | Atlético Nacional         | 1  | 12   | 6  | 4  | 0  | 2  | 15  | 12 | +3   |
| 33     | Independiente del Valle   | 2  | 11   | 9  | 3  | 2  | 4  | 9   | 15 | -6   |
| 34     | Vitória                   | 2  | 10   | 8  | 3  | 1  | 4  | 21  | 12 | +9   |
| 35     | Colón                     | 4  | 10   | 14 | 3  | 1  | 10 | 22  | 39 | -17  |
| 36     | Unión Española            | 3  | 8    | 9  | 2  | 2  | 5  | 10  | 17 | -7   |
| 37     | Peñarol                   | 4  | 8    | 12 | 1  | 5  | 6  | 8   | 18 | -10  |
| 38     | EC Iranduba               | 1  | 7    | 5  | 1  | 4  | 0  | 7   | 6  | 1    |
| 39     | San Martín de Porres      | 2  | 7    | 6  | 2  | 1  | 3  | 13  | 21 | -8   |
| 40     | San Lorenzo               | 2  | 7    | 7  | 2  | 1  | 4  | 8   | 17 | -9   |
| 41     | Mundo Futuro              | 3  | 7    | 11 | 2  | 1  | 8  | 16  | 40 | -24  |
| 42     | Audax                     | 1  | 6    | 3  | 2  | 0  | 1  | 5   | 1  | +4   |
| 43     | FBC White Star            | 1  | 6    | 4  | 2  | 0  | 2  | 7   | 9  | -2   |
| 44     | Centro Olímpico           | 1  | 5    | 3  | 1  | 2  | 0  | 7   | 3  | +4   |
| 45     | Generaciones Palmiranas   | 1  | 4    | 3  | 1  | 1  | 1  | 8   | 3  | +5   |
| 46     | Independiente Medellín    | 1  | 4    | 3  | 1  | 1  | 1  | 8   | 3  | +5   |
| 47     | Duque de Caxias           | 1  | 4    | 3  | 1  | 1  | 1  | 4   | 1  | +3   |
| 48     | Sol de América            | 2  | 4    | 6  | 1  | 1  | 4  | 2   | 11 | -9   |
| 49     | River Plate               | 1  | 4    | 4  | 1  | 1  | 2  | 4   | 15 | -11  |
| 50     | Universitario             | 5  | 4    | 15 | 1  | 1  | 13 | 6   | 61 | -55  |
| 51     | Flor de Patria FC         | 1  | 3    | 3  | 1  | 0  | 2  | 4   | 3  | +1   |
| 52     | Liga de Quito             | 1  | 3    | 3  | 1  | 0  | 2  | 5   | 8  | -3   |
| 53     | Estudiantes de Caracas    | 1  | 3    | 3  | 1  | 0  | 2  | 4   | 7  | -3   |
| 54     | Barcelona                 | 1  | 3    | 3  | 1  | 0  | 2  | 5   | 10 | -5   |
| 55     | Real Maracaná             | 1  | 3    | 3  | 1  | 0  | 2  | 4   | 13 | -9   |
| 56     | Club Ñañas                | 2  | 3    | 6  | 1  | 0  | 5  | 8   | 20 | -12  |
| 57     | Club Florida              | 1  | 3    | 4  | 1  | 0  | 3  | 4   | 17 | -13  |
| 58     | Rocafuerte                | 2  | 3    | 6  | 1  | 0  | 5  | 3   | 16 | -13  |
| 59     | JC Sport Girls            | 4  | 3    | 12 | 1  | 0  | 11 | 7   | 56 | -49  |
| 60     | Real Pasión               | 1  | 1    | 3  | 0  | 1  | 2  | 1   | 8  | -7   |
| 61     | Gerimex Santa Cruz        | 1  | 1    | 3  | 0  | 1  | 2  | 1   | 11 | -10  |
| 62     | Deportivo Lara            | 1  | 1    | 3  | 0  | 1  | 2  | 1   | 16 | -15  |
| 63     | EnForma                   | 1  | 1    | 4  | 0  | 1  | 3  | 4   | 23 | -19  |
| 64     | El Nacional               | 1  | 1    | 3  | 0  | 1  | 2  | 2   | 22 | -20  |
| 65     | Defensor Sporting         | 1  | 0    | 3  | 0  | 0  | 3  | 3   | 7  | -4   |
| 66     | Club Espuce               | 1  | 0    | 3  | 0  | 0  | 3  | 2   | 10 | -8   |
| 67     | Guaraní                   | 1  | 0    | 3  | 0  | 0  | 3  | 2   | 10 | -8   |
| 68     | Atlético SC               | 1  | 0    | 3  | 0  | 0  | 3  | 1   | 9  | -8   |
| 69     | Universidad de Santa Cruz | 1  | 0    | 3  | 0  | 0  | 3  | 4   | 14 | -10  |
| 70     | Yaracuyanos               | 1  | 0    | 3  | 0  | 0  | 3  | 1   | 11 | -10  |
| 71     | ADIFFEM                   | 1  | 0    | 3  | 0  | 0  | 3  | 1   | 12 | -11  |
| 72     | Rampla Juniors            | 1  | 0    | 4  | 0  | 0  | 4  | 5   | 18 | -13  |
| 73     | Deportivo Capiata         | 2  | 0    | 6  | 0  | 0  | 6  | 2   | 15 | -13  |
| 74     | Municipalidad de Majes    | 1  | 0    | 3  | 0  | 0  | 3  | 0   | 17 | -17  |
| 75     | Real Tomayapo             | 1  | 0    | 3  | 0  | 0  | 3  | 0   | 19 | -19  |
| 76     | Deportivo ITA             | 2  | 0    | 6  | 0  | 0  | 6  | 8   | 34 | -26  |
| 77     | Deportivo Trópico         | 1  | 0    | 3  | 0  | 0  | 3  | 1   | 27 | -26  |
| 78     | U. P. de Iquitos          | 1  | 0    | 4  | 0  | 0  | 4  | 2   | 30 | -28  |
| 79     | Always Ready              | 3  | 0    | 9  | 0  | 0  | 9  | 4   | 45 | -41  |

### Ranking histórico por federación
El ranking histórico es elaborado por Conmebol para determinar los cupos adicionales en las ediciones de la Copa Libertadores Femenina desde la edición 2022.
Para elaborar el ranking se entrega un número de puntos por la posición que ocupa cada club participante de la siguiente manera: Campeón: 20 puntos, Subcampeón: 15 puntos, Tercer puesto: 10 puntos, Cuarto puesto: 9 puntos, Quinto: 8 puntos, Sexto: 7 puntos, Séptimo: 6 puntos, Octavo: 5 puntos, Noveno: 4 puntos, Décimo: 3 puntos, Undécimo: 2 puntos, Puestos 12° al 16°: un punto cada uno. Para los países que tengan más de un representante participante en cada edición, se toma el puntaje del equipo mejor posicionado para efectos del ranking histórico.
 Fecha de actualización: 25 de abril de 2025 incluida edición 2024.
| Federación | Federación | Pts. |
| ---------- | ---------- | ---- |
| 1          | Brasil     | 300  |
| 2          | Colombia   | 170  |
| 3          | Chile      | 160  |
| 4          | Paraguay   | 125  |
| 5          | Argentina  | 118  |
| 6          | Venezuela  | 81   |
| 7          | Ecuador    | 77   |
| 8          | Uruguay    | 55   |
| 9          | Perú       | 45   |
| 10         | Bolivia    | 42   |

### Mayores goleadas
| País      | Equipo ganador | Resultado | Equipo perdedor   | País      | Edición | Fase           | Notas  |
| --------- | -------------- | --------- | ----------------- | --------- | ------- | -------------- | ------ |
| Brasil    | Corinthians    | 16 - 0    | El Nacional       | Ecuador   | 2020    | Fase de grupos | [ 6 ]  |
| Brasil    | Santos         | 12 - 0    | EnForma           | Bolivia   | 2009    | Fase de grupos | [ 7 ]  |
| Argentina | Boca Juniors   | 12 - 1    | U. P. de Iquitos  | Perú      | 2010    | Fase de grupos | [ 8 ]  |
| Brasil    | Santos         | 11 - 0    | Caracas           | Venezuela | 2009    | Fase de grupos | [ 9 ]  |
| Colombia  | Formas Íntimas | 11 - 0    | Universitario     | Perú      | 2015    | Fase de grupos | [ 10 ] |
| Chile     | Colo-Colo      | 10 - 1    | JC Sport Girls    | Perú      | 2012    | Fase de grupos | [ 11 ] |
| Brasil    | Ferroviária    | 10 - 1    | Mundo Futuro      | Bolivia   | 2019    | Fase de grupos | [ 12 ] |
| Argentina | Boca Juniors   | 10 - 1    | Deportivo Trópico | Bolivia   | 2020    | Fase de grupos | [ 13 ] |
| Colombia  | Deportivo Cali | 10 - 1    | Always Ready      | Bolivia   | 2022    | Fase de grupos | [ 14 ] |